# Aquiles Gerste
Aquiles Gerste (Bruselas, Bélgica, 2 de julio de 1854 - Roma, Italia, 27 de noviembre de 1920) fue un sacerdote católico miembro de la Compañía de Jesús, filólogo, lingüista, políglota, escritor y académico belga que radicó en México.  

## Semblanza biográfica
Se ordenó sacerdote y fue miembro de la Compañía de Jesús. Viajó a México en 1885. Fue prefecto en el colegio de jesuitas en la ciudad de Puebla. Se trasladó a la Ciudad de México para dirigir a los miembros jóvenes de la congregación jesuita. Dominó el francés, latín, italiano, español, alemán y náhuatl. Se interesó en la etnografía del pueblo tarahumara o rarámuri y fue misionero entre ellos. Presentó un trabajo de sus investigaciones en la Exposición Histórica Americana de Madrid.
Por su interés en las culturas prehispánicas, se relacionó con Francisco del Paso y Troncoso, Joaquín García Icazbalceta y Alfredo Chavero. Al regresar a Europa, colaboró con Carlos Sommervogel para la edición de la Bibliografía de escritores de la Compañía de Jesús. Residiendo en Roma, fue elegido miembro correspondiente de la Academia Mexicana de la Lengua. Murió el 27 de noviembre de 1920.

## Obras publicadas
- "Archeologie et Bibliographie Mexicaines" publicado en Revue des questiones scientifiques, en 1887 y 1888.
- "Antigüedades mexicanas, estaciones arqueológicas y antiguos yacimientos de esmeraldas", en Revue des questiones scientifiques, en 1887 y 1888.
- "Anónimo mexicano", en Anales del Museo Nacional de Arqueología, Historia y Etnografía, paleografía y traducción del texto en náhuatl, en 1903.
- Los calendarios mexicanos. Medicina indígena. Notes sur la Médecine et la Botanique des anciens mexicaines, en 1909.
- De algunos trabajos recientes sobre la botánica y medicina de los antiguos mexicanos, en 1909.
- "Breves apuntes sobre algunas cuestiones de etnografía e historia mexicanas", en El Círculo Católico.
- "Rapport sur un voyage d'exploration dans la Tarahumara 1914-1915", en Atti della Pontificia Accademia Romana del Nouvi Lincei, en 1914 y 1915.
- Bibliografía de escritores de la Compañía de Jesús, coautor con Carlos Sommervogel.